# Baños de Ebro
Baños de Ebro (cooficialmente en euskera: Mañueta) es un municipio español de la provincia de Álava, en la comunidad autónoma del País Vasco. Cuenta con una extensión de 9,46 km² y una población de 295 habitantes (2023). Se sitúa en la parte sur de Álava, dentro de la comarca vitivinícola de la Rioja Alavesa, a orillas del río Ebro y a 425 metros de altitud.
El municipio limita al norte con Samaniego y Villabuena de Álava, al este con Elciego, al oeste con el municipio riojano de San Vicente de la Sonsierra y al sur el curso meandriforme del Ebro lo separa también del municipio riojano de Torremontalbo.
La capital de la comarca, Laguardia, está 10 km en dirección oeste. La capital provincial, Vitoria se sitúa a 45 km y la ciudad de Logroño, capital de La Rioja está a 26 km.
El pueblo más cercano es Villabuena de Álava, a 3 km.
La población de Baños de Ebro ha sufrido una evolución oscilante a lo largo del siglo XX. En 1900 tenía 430 habitantes, llegaron a ser 500 a mitad de siglo y desde hace unos veinte años ronda los 300-350 habitantes.
El alcalde es Roberto Blanco del Partido Popular, tras una moción de censura al Partido Nacionalista Vasco. En las últimas elecciones autonómicas celebradas en abril de 2005 el partido más votado fue el conservador PP con el 41,5% de los votos, seguida de la coalición nacionalista vasca PNV-Eusko Alkartasuna con un 40,1% y a mucha distancia el Partido Socialista de Euskadi, que obtuvo un 10,5% de los votos.

## Toponimia
El topónimo Baños está bastante extendido por la geografía española y tiene un origen probablemente medieval. La palabra baño deriva del latín balneum, que por pérdida de la letra "l" se transformaría en baneum en latín vulgar y de ahí pasaría al castallano como baño, con variantes similares en otras lenguas romances. El origen de su uso como topónimo estaría relacionado generalmente con un manantial de aguas a las que se atribuirían propiedades curativas o medicinales para beber o para bañarse, y que habría sido el origen de un lugar de población. Sería un topónimo equivalente por tanto a "caldas", "termas", "balneario" o el topónimo árabe "alhama".
El nombre de la población aparece registrado desde al menos el siglo XIV en registros del Reino de Navarra bajo las grafías de Vaynnos y Baynos. Por su pertenencia a este reino hasta 1463, la población recibió el nombre de Baños de Navarra.
Su actual nombre de Baños de Ebro está extendido desde al menos el siglo XVIII, al ubicarse la población a orillas del río Ebro.
Su nombre en lengua vasca, Mañueta, es contemporáneo. Aparece en formas similares en otros lugares del País Vasco como equivalente del romance Baños, pero no estaba ligado a esta población hasta que en 1978 Euskaltzaindia eligió Mañueta como nombre en lengua vasca de la localidad.

## Historia
El yacimiento arqueológico del "Monte San Quiles" alberga los restos de un asentamiento o población de los berones. Los berones era un pueblo y cultura prerromano de origen celta que ocuparon aproximadamente gran parte de la Rioja, así como la Rioja Alavesa y el condado de Treviño.
Se han encontrado también en Baños de Ebro restos romanos, se tratan concretamente de tres lápidas de la época tardorromana de las que se conserva una con inscripciones y dibujos.
Durante la Edad Media la población recibía el nombre de Baños de Navarra. Era uno de los pasos más utilizados para atravesar el río Ebro, primero en barca y luego con un puente. Perteneció a la jurisdicción de la villa de Laguardia hasta 1666 cuando se convirtió en villa.
En 1997 adoptó su actual denominación bilingüe de Baños de Ebro/Mañueta.

## Demografía
Baños de Ebro cuenta con una población de 291 habitantes (INE 2024).
| Gráfica de evolución demográfica de Baños de Ebro entre 1842 y 2021 |
| |
| Población de derecho según los censos de población del INE Población de hecho según los censos de población del INEEn estos censos se denominaba Baños de Ebro: 1842, 1857, 1860, 1877, 1887, 1897, 1900, 1910, 1920, 1930, 1940, 1950, 1960, 1970, 1981 y 1991 |

| Gráfica de evolución demográfica de Baños de Ebro entre 1988 y 2008 |
|                                                                     |

## Economía

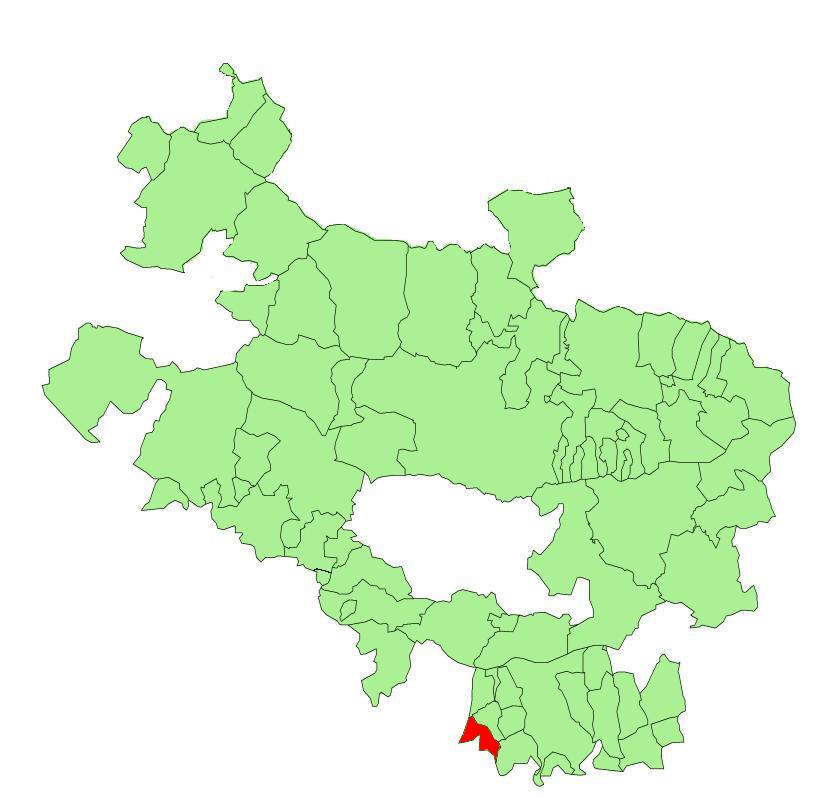
Extensión del municipio en la provincia de Álava

Baños de Ebro es un municipio rural, con uno de los índices más altos de población activa dedicado a la actividad agraria del País Vasco (cerca del 80% de la población). La mayor parte de la población vive de la agricultura y más concretamente del cultivo de la vid, que ocupa cerca del 75 % del área cultivada en el municipio.
En el municipio hay catorce bodegas censadas que producen vino de rioja, siendo la mayor parte de los productores cosecheros que fabrican su propio vino. En el pueblo no hay una gran industria vitivinícola montada, sino que la mayor parte de la producción de vid se vende a las bodegas de los pueblos vecinos.
El resto de actividades económicas en el municipio tienen escasa importancia.

## Administración y política
| Periodo   | Nombre                                | Partido | Partido                                                      |
| --------- | ------------------------------------- | ------- | ------------------------------------------------------------ |
| 1979-1991 | Rafael de Miguel Jiménez              |         | Euzko Alderdi Jeltzalea-Partido Nacionalista Vasco (EAJ-PNV) |
| 1991-1999 | Eduardo N. Pascual Hernández          |         | Euzko Alderdi Jeltzalea-Partido Nacionalista Vasco (EAJ-PNV) |
| 1999-2015 | Roberto Blanco Pascual                |         | Partido Popular del País Vasco (PP)                          |
| 2015-2019 | Francisco de Borja Monje Frías        |         | Partido Popular del País Vasco (PP)                          |
| 2019-act. | Francisco Javier García Pérez de Loza |         | Partido Popular del País Vasco (PP)                          |

| Partido político                                              | 2023  | 2023       | 2019  | 2019       | 2015  | 2015       | 2011  | 2011       | 2007  | 2007       | 2003  | 2003       | 1999  | 1999       | 1995  | 1995       | 1991  | 1991       |
| Partido político                                              | %     | Concejales | %     | Concejales | %     | Concejales | %     | Concejales | %     | Concejales | %     | Concejales | %     | Concejales | %     | Concejales | %     | Concejales |
| Partido Popular del País Vasco (PP)                           | 57,92 | 5          | 54,23 | 4          | 50,25 | 4          | 51,42 | 4          | 41,63 | 3          | 48,61 | 4          | 52,53 | 4          | 0,00  | 0          | —     | —          |
| Euzko Alderdi Jeltzalea-Partido Nacionalista Vasco (EAJ-PNV)  | 28,71 | 2          | 25,87 | 2          | 30,65 | 2          | 29,72 | 2          | 35,92 | 3          | 45,82 | 3          | 45,14 | 3          | 59,83 | 5          | 52,97 | 4          |
| Partido Socialista de Euskadi-Euskadiko Ezkerra (PSE-EE PSOE) | 9,90  | 0          | 17,41 | 1          | 15,58 | 1          | 16,98 | 1          | 20,82 | 1          | 5,18  | 0          | —     | —          | —     | —          | —     | —          |
| Unidad Alavesa (UA)                                           | —     | —          | —     | —          | —     | —          | —     | —          | —     | —          | 0,00  | 0          | 0,39  | 0          | 31,88 | 2          | 41,55 | 3          |

## Cultura

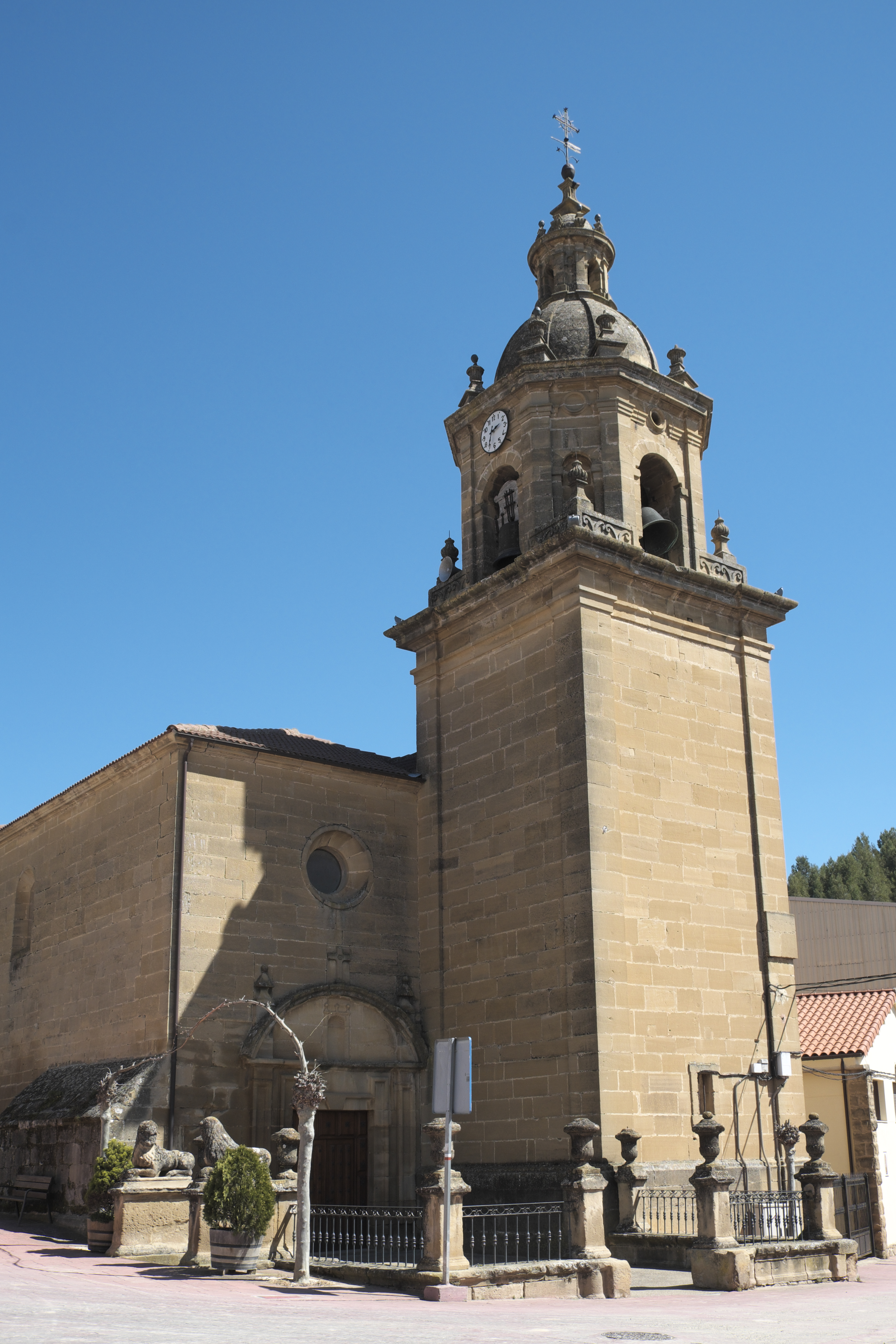
Iglesia parroquial de Ntra. Sta. de la Antigua

### Patrimonio material
- Iglesia parroquial de Ntra. Sta. de la Antigua. Es un edificio barroco de planta de cruz latina, construido en dos fases, la primera en el siglo XVI y la segunda en el siglo XVIII. La portada es de un estilo de barroco decadente. La imagen de Santa María de la Antigua que se venera en la iglesia es del estilo andra mari.[8]
- Ermita de San Cristóbal. Situada en lo alto de un cerro, se trata de una construcción rectangular con ábside ochavado, y con una espadaña con vano de campana de arco de medio punto.[9]
- En el cercano monte San Quiles se han encontrado, en una parcela propiedad de Roberto Miguel Blanco, restos de un poblado fortificado protohistórico y cerámicas decoradas de la Edad del Hierro.

### Patrimonio inmaterial
- Las fiestas patronales se celebran el 24 de agosto en honor de San Bartolomé. También se celebran fiestas el 10 de julio en honor de San Cristóbal, ya que hay una ermita consagrada a este santo en el municipio.
- En Baños de Ebro se tenía la tradición de la Quema del Judas, en la que un muñeco era juzgado y sentenciado a la hoguera como chivo expiatorio de los males del pueblo. Esta tradición se perdió en la década de 1930.